# Manganiandrosite-(La)
La manganiandrosite-(La) (simbolo IMA: Mna-La) è un raro minerale del supergruppo dell'epidoto all'interno del quale viene collocato nel gruppo dell'allanite; appartiene alla famiglia minerale dei "silicati" e possiede formula chimica MnLa(Mn3+AlMn2+)(Si2O7)(SiO4)O(OH).
Strutturalmente appartiene ai sorosilicati.
La manganiandrosite-(La) insieme alla manganiakasakaite-(La) forma una serie di cristalli misti.

## Etimologia e storia
Nel1996 fu scoperto sull'isola di Andros, in Grecia, un nuovo minerale, a cui fu dato il nome androsite-(La). Nel 2006 la Commission on New Minerals and Mineral Names (CNMMN) ha rinominato il minerale con il nome manganiandrosite-(La); il prefisso indica una predominanza di manganese Mn3+ nel sito M1, mentre il suffisso indica il catione dominante nel sito A2, che per il gruppo dell'allanite è sempre una terra rara (REE) che in questo caso è il lantanio (La).

## Classificazione
Nella classica nona edizione della sistematica dei minerali di Strunz, aggiornata dall'Associazione Mineralogica Internazionale (IMA) fino al 2009, elenca la manganiandrosite-(La) nella classe "9. Silicati (germanati)" e nella sottoclasse "9.B Sorosilicati"; questa viene più finemente suddivisa in base alla struttura del minerale, in modo da trovare la manganiandrosite-(La) nella sezione "9.BG Sorosilicati con gruppi misti SiO4 e Si2O7; cationi in coordinazione ottaedrica [6] e superiore", dove forma il sistema nº 9.BG.05.b insieme ad allanite-(Ce), allanite-(La), allanite-(Nd), allanite-(Y), åskagenite-(Nd), dissakisite-(Ce), dissakisite-(La), ferriallanite-(Ce), ferriallanite-(La), manganiandrosite-(Ce), uedaite-(Ce) e vanadoandrosite-(Ce).
Tale classificazione rimane invariata anche nell'edizione successiva, proseguita dal database "mindat.org" e chiamata Classificazione Strunz-mindat, nella quale i minerali elencati sono leggermente diversi: insieme ai già citati dissakisite-(Ce) e ferriallanite-(La), fanno la loro comparsa ferriakasakaite-(Ce), ferriakasakaite-(La), manganiakasakaite-(La) e vanadoallanite-(La), mentre gli altri vengono spostati in altri gruppi.
Nella Sistematica dei lapis (Lapis-Systematik) di Stefan Weiß la manganiandrosite-(La) si trova nella classe dei "silicati" e nella sottoclasse dei "sorosilicati"; qui è nella sezione dei minerali con "strutture miste con [SiO4]4- e gruppi [Si2O7]6-; gruppo dell'epidoto", dove forma il sistema nº VIII/C.23 insieme a varie allaniti, alnaperbøeite-(Ce), åskagenite-(Nd), clinozoisite, dissakisite-(Ce), dissakisite-(La), dollaseite-(Ce), epidoto, epidoto-(Sr), ferriallanite-(Ce), ferriallanite-(La), ferriperbøeite-(Ce), ferriakasakaite-(La), ferriandrosite-(La), gatelite-(Ce), hancockite, khristovite-(Ce), niigataite, manganiakasakaite-(La), manganiandrosite-(Ce), mukhinite, perbøeite-(Ce), piemontite, piemontite-(Pb), piemontite-(Sr), tweddillite, uedaite-(Ce), vanadoandrosite-(Ce), vanadoallanite-(La), västmanlandite-(Ce) e zoisite.

## Abito cristallino
La manganiandrosite-(La) cristallizza nel sistema monoclino nel gruppo spaziale P21/m (gruppo nº 11) con le costanti di reticolo a = 8,896(1) Å, b = 5,706(1) Å, c = 10,083(1) Å e β = 113,88(1)°, oltre ad avere 2 unità di formula per cella unitaria.

## Proprietà ottiche
La manganiandrosite-(La) è fortemente pleocroica e assume color arancio-marrone pallido lungo l'asse {\displaystyle x} e rosso-marrone scuro lungo l'asse {\displaystyle y}.

## Origine e giacitura
La manganiandrosite-(La) è stata raccolta su cumuli di un ex pozzo di minerali di manganese sull'isola di Andros, nelle Cicladi (Grecia). Qui la manganiandrosite-(La) è stata occasionalmente trovata come minerale accessorio in rocce metamorfiche ricche di manganese. La paragenesi è con rodocrosite, braunite, rodonite, spessartina e quarzo.
Il minerale è piuttosto raro è, oltre all'isola di Andros sua località tipo, è stato trovato nel deposito di manganese di "Tolovanu" presso Iacobeni (Romania) e presso il lago di circo Grubependity nella repubblica dei Komi (Russia).

## Forma in cui si presenta in natura
La manganiandrosite-(La) è trasparente e di colore rosso-marrone, con lucentezza vitrea.